# Михайло Монтовтович
Михайло Монтовтович герба Топор (лат. Michael Muntholtowicz, рус. Михаил(о) Монътовтович; пом. після 25 серпня 1484) — литовський боярин, перший із роду Монтовтів, що осів на Волині. Староста луцький (1463–77) й новогрудський (1482–84), маршалок господарський (1482) і каштелян троцький (1483–84).
Народився у родині Олександра Монтовта, старости солечницького та ейшишського, і княгині Олени невідомого походження. Мав братів Яна Товтвіла, Бартоша і Кондрата. Вперше згадується 21 жовтня 1440 року в наданні батька віленським францисканцям. 1446 р. у складі делегації ВКЛ їздив на спільний з поляками Пйотрківський сейм і знов навідався до Польщі в серпні 1452.  
Ім'я дружини невідоме, діти: 
- Юрій — маршалок господарський (1499), крем'янецький староста, київський воєвода (1507–08);
- Якуб — крем'янецький староста;
- Матей — згадується лише раз в 1488;
- Станіслав — помер замолоду без нащадків (до 1499).

Нащадки Якуба цілком осіли на Волині і стали кликатись Монтовтами Коблинськими (від імені одного зі своїх маєтностей — замку Коблина Луцького повіту). 